# Sótás
Sótás är en ås i republiken Island. Den ligger i regionen Suðurland, 80 km öster om huvudstaden Reykjavík.